# Дрегічень
Дрегічень, Дрегічені (рум. Drăghiceni) — село у повіті Олт в Румунії. Входить до складу комуни Дрегічень.
Село розташоване на відстані 150 км на захід від Бухареста, 35 км на південь від Слатіни, 42 км на південний схід від Крайови.

## Населення
За даними перепису населення 2002 року у селі проживали 690 осіб, усі — румуни. Усі жителі села рідною мовою назвали румунську.